# Basisfraktur
En basisfraktur beskriver et brud på den "underste" del af kraniet – den del af kraniekisten, hjernen kan siges at hvile på. Det er en forholdsvis sjælden fraktur, idet den kun tegner sig for ca. 4% af kraniebrud. En basisfraktur er en alvorlig tilstand, idet der er risiko for direkte påvirkning af nærtliggende hjernevæv, ligesom der er risiko for at lædere hjernehinden, så der tabes hjernehindevæske. Dette kan vise sig ved at patienten får et flåd af klar væske fra enten øre eller næse. En basisfraktur vil også kunne medføre en blødning, der viser sig som et brillehæmatom, på engelsk "raccoon eyes", idet blodet kun kan lægge sig i det bløde væv omkring øjnene.
For ukomplicerede basisfrakturer er prognosen oftest god, idet disse kan hele uden yderligere behandling. Patienter med basisfraktur er i høj risiko for at udvikle meningitis.
Basisfrakturer er en almindelig dødsårsag i trafikulykker.